# Pyeongchang
Pyeongchang er et gun (amt) og en eup (by) i den sydkoreanske Gangwon-provins. Amtet ligger i Taebaek Mountains og er hjemsted for flere buddhistiske templer inklusive Woljeongsa. Beliggenheden er ca. 180 kilometer øst for Sydkoreas hovedstad Seoul. Pyeongchang er værtsby for Vinter-OL 2018. Amtet Pyeongchang dækker 1.463,65 km2 og har 43.706 (2008) indbyggere. Byen Pyeongchang dækker 116,31 km2 og har 9.940 indbyggere.

## Geografi
Der er store højdeforskelle i Pyeongchang, der består af 84 % bjerge med en gennemsnitlig højde på 750 meter.
Det mest kendte sted er byen Daegwallyeong, som ligger i 700-1000 meters højde. Daegwallyeong-myeon har et fugtigt kontinentalklima med varme fugtige somre og lange kolde vintre.

## Turisme
Området er populært blandt vandrere, især den sydlige del af af bjerget Seoraksan.
Alpensia vintersportssted er er en turistattraktion med seks skråninger til skiløb og snowboarding. Den længste piste er 1,4 kilometer lang.
Alpensia vil være i fokus under kulturolympiaden i 2018 med et nyt musikhus.
En jernbane med hastigheder på op til 250 km/t bygges mellem Seoul og Wonju via Pyeongchang op til Vinter-OL 2018, således at der bliver en rejsetid på 50 min. til Pyeongchang fra Seoul.
Det buddhistiske tempel Woljeongsa under Jogye Ordenen ligger på den østlige skråning af Odaesan.

## Vinter-OL 2018
6. juli 2011 blev Pyeongchang udnævnt til værtsby for vinter-OL 2018 og vinter-PL 2018. De øvrige kandidater var Annecy i Frankrig og München i Tyskland. Det bliver det første vinter-OL i Asien siden Vinter-OL 1998 i Nagano. Pyeongchang vandt efter to tidligere mislykkede forsøg ved henholdsvis Vinter-OL 2010 og Vinter-OL 2014, som gik til henholdsvis Vancouver i Canada og Sotji i Rusland.

### Olympiske faciliteter
I forbindelse med forberedelserne til vinter-OL 2018 bygger regionen faciliteter som hoteller og et nyt verdensklasse vintersportsområde kaldet Alpensia, som er under opførelse. For foden af bakken er det olympiske stadion under opførelse.

## Administrative divisioner
Amtet inkluderer en mindre administrativ by-division kaldet (eup) Pyeongchang-eup (평창읍) og syv kommuner (myeon) :
|  | - Pyeongchang-eup (평창읍) : Adminstrativt centrum: - Bangnim-myeon (방림면) - Bongpyeong-myeon (봉평면) - Daegwallyeong-myeon (대관령면) - Daehwa-myeon (대화면) - Jinbu-myeon (진부면) - Mitan-myeon (미탄면) - Yongpyeong-myeon (용평면) |

## Klima
| Vejr for Daegwallyeong, Pyeongchang (1981–2010)            | Vejr for Daegwallyeong, Pyeongchang (1981–2010) | Vejr for Daegwallyeong, Pyeongchang (1981–2010) | Vejr for Daegwallyeong, Pyeongchang (1981–2010) | Vejr for Daegwallyeong, Pyeongchang (1981–2010) | Vejr for Daegwallyeong, Pyeongchang (1981–2010) | Vejr for Daegwallyeong, Pyeongchang (1981–2010) | Vejr for Daegwallyeong, Pyeongchang (1981–2010) | Vejr for Daegwallyeong, Pyeongchang (1981–2010) | Vejr for Daegwallyeong, Pyeongchang (1981–2010) | Vejr for Daegwallyeong, Pyeongchang (1981–2010) | Vejr for Daegwallyeong, Pyeongchang (1981–2010) | Vejr for Daegwallyeong, Pyeongchang (1981–2010) | Vejr for Daegwallyeong, Pyeongchang (1981–2010) |
|                                                            | Jan                                             | Feb                                             | Mar                                             | Apr                                             | Maj                                             | Jun                                             | Jul                                             | Aug                                             | Sep                                             | Okt                                             | Nov                                             | Dec                                             | År                                              |
| ---------------------------------------------------------- | ----------------------------------------------- | ----------------------------------------------- | ----------------------------------------------- | ----------------------------------------------- | ----------------------------------------------- | ----------------------------------------------- | ----------------------------------------------- | ----------------------------------------------- | ----------------------------------------------- | ----------------------------------------------- | ----------------------------------------------- | ----------------------------------------------- | ----------------------------------------------- |
| Gennemsnitlig maks °C                                      | −2,5                                            | −0,4                                            | 4,4                                             | 12,9                                            | 17,6                                            | 20,5                                            | 22,8                                            | 22,8                                            | 18,4                                            | 14                                              | 7                                               | 0,5                                             | 11,5                                            |
| Gennemsnitlig °C                                           | −7,7                                            | −5,5                                            | −0,5                                            | 7                                               | 11,9                                            | 15,7                                            | 19,1                                            | 19,1                                            | 14,1                                            | 8,3                                             | 1,9                                             | −4,4                                            | 6,6                                             |
| Gennemsnitlig min °C                                       | −12,6                                           | −10,5                                           | −5,2                                            | 1,2                                             | 6,3                                             | 11,2                                            | 16                                              | 16,1                                            | 10                                              | 3,1                                             | −2,8                                            | −9,1                                            | 2                                               |
| Gennemsnitlig nedbør mm                                    | 62,6                                            | 53,6                                            | 75,6                                            | 89,5                                            | 122,3                                           | 201                                             | 326,7                                           | 420,9                                           | 307,3                                           | 124,9                                           | 76,9                                            | 36,8                                            | 1.898                                           |
| Kilde (11. maj 2011): Koreas Meteorologiske Administration |                                                 |                                                 |                                                 |                                                 |                                                 |                                                 |                                                 |                                                 |                                                 |                                                 |                                                 |                                                 |                                                 |